# 1034
1034 (MXXXIV) je bilo navadno leto, ki se je po julijanskem koledarju začelo na torek.

## Dogodki
- 31. oktober - Umrlega korejskega kralja dinastije Gorjeo Deokdžonga nasledi Džeongdžong.
- Po smrti soproga Romana III. Argirja, ki je umorjen v kopalni kadi, se  bizantinska cesarica Zoja poroči z Mihaelom IV. Paflagoncem, z načrtom, da bi kot sovladarka vplivala na soproga, kar ji pri Romanu ni uspelo.
- Rimsko-nemški cesar Konrad II. izloči iz Kraljevine Burgundije pokrajino Franche-Comté in jo vključi v Sveto rimsko cesarstvo.
- Po smrti poljskega vojvode Mješka II. postane poljski vojvoda njegov sin Kazimir I. Obnovitelj.
- Pisanci v lovu za arabskimi pirati za leto dni okupirajo alžirsko mesto Annaba.
- Vzpon Seldžukov: v Korasanu se spopadejo z vojsko Gaznavidskega imperija in jo premagajo.
- Začetek gradnje sinagoge v Wormsu.
- Ustanovitev samostana Bec v Normandiji

## Rojstva
- 3. september - cesar Go-Sandžo, 71. japonski cesar († 1073)

Neznan datum
- Rodolfo Gabrielli, benediktanski menih in svetnik († 1064)

## Smrti
- 11. april - Roman III. Argir, bizantinski cesar (* 968)
- 11. maj - Mješko II. Lambert, poljski kralj (* 990)
- 25. julij - Konstanca Arleška, francoska kraljica, žena Roberta II. (* 986)
- 31. oktober - Deokdžong, korejski kralj dinastije Gorjeo (* 1016)
- 25. november - Malcolm II., škotski kralj

Neznan datum
- Samuel ben Hofni, arabski judovski teolog, prevajalec in rabin